# خواكيم ميسينغ
خواكيم ميسينغ (بالإنجليزية: Joachim Messing)‏ هو أحيائي أمريكي، ولد في 1946 في دويسبورغ في ألمانيا.